# Felipe Jonatan Rocha Andrade
Felipe Jonatan Rocha Andrade, noto semplicemente come Felipe Jonatan (Fortaleza, 15 febbraio 1998), è un calciatore brasiliano, difensore del Mirassol in prestito dal Fortaleza.

## Caratteristiche tecniche
È un terzino sinistro.

## Carriera
Cresciuto nelle giovanili del Ceará, ha esordito in prima squadra il 21 gennaio 2018 in occasione del match di Campionato Cearense perso 2-1 contro l'Iguatu.
Il 6 settembre successivo ha esordito in Série A in occasione dell'incontro vinto 2-1 contro il Corinthians.